# 新廣島電視台
新廣島電視台（日语：／ Terebi Shinhiroshima */?）是日本的一家以廣島縣為放送地域的電視台。簡稱為TSS。識別呼號為JORM-DTV（廣島23ch），遙控器號碼是第8頻道。為富士電視台系列聯播網FNN、FNS的成員。本部位于廣島縣廣島市南區出汐2丁目3番19號，郵政編碼「734-8585」。新廣島電視台開播于1975年10月1日，是廣島縣內迄今最晚開業的電視台，也是富士電視台系列在昭和時期最後開播的一家電視台。新廣島電視台是富士媒體控股的權益法子公司。
新廣島電視台的新總部在2020年6月底竣工，並在2021年2月22日起在新總部播出節目。這座建築共有6層。

## 外部連結
- TSS新廣島電視台 （页面存档备份，存于）
- YouTube上的從這裡開始！TSS CHANNEL頻道
- 新廣島電視台8ch的X（前Twitter）
- TSS 新廣島電視台的Facebook專頁
- 新廣島電視台的Instagram帳戶